# 浜田郵便局
浜田郵便局（はまだゆうびんきょく）は、島根県浜田市にある郵便局。民営化前の分類では集配普通郵便局であった。

## 概要
住所：〒697-8799 島根県浜田市殿町80-1

### 出張所（局外ATM）
民営化前は以下の場所に出張所としてATMを設置していた。現在も同じ場所にATMがあるが、管理はゆうちょ銀行広島支店となっている。
- ゆめタウン浜田内出張所

## 沿革
- 1872年8月4日（明治5年7月1日） - 浜田郵便取扱所として開設[1]。
- 1873年（明治6年）4月 - 浜田郵便役所となる。
- 1875年（明治8年）1月1日 - 浜田郵便局（二等）となる。翌日より為替取扱を開始。
- 1878年（明治11年） - 貯金取扱を開始。
- 1891年（明治24年）10月1日 - 浜田郵便電信局となる。
- 1903年（明治36年）4月1日 - 通信官署官制の施行に伴い浜田郵便局となる。
- 1956年（昭和31年）10月1日 - 電話通話および和文電報受付事務の取扱を開始[2]。
- 1969年（昭和44年）11月24日 - 浜田市新町から、同市殿町に局舎を新築、移転。
- 1996年（平成8年）7月1日 - 外国通貨の両替および旅行小切手の売買に関する業務取扱を開始。
- 2007年（平成19年）10月1日 - 民営化に伴い、併設された郵便事業浜田支店に一部業務を移管。
- 2012年（平成24年）10月1日 - 日本郵便株式会社発足に伴い、郵便事業浜田支店を浜田郵便局に統合。

## 取扱内容
- 郵便、印紙、ゆうパック、内容証明
- 貯金、為替、振替、振込、国際送金、外貨両替・トラベラーズチェック、国債、投資信託
- 生命保険、バイク自賠責保険、自動車保険、変額年金保険
- ゆうちょ銀行ATM
- 浜田市内の一部地域（〒697-00xx、697-85xx、697-86xx、697-87xx）の集配業務
- ゆうゆう窓口

## 周辺
- 浜田市役所
- 浜田警察署
- 浜田市立図書館
- 日本海信用金庫本店

## アクセス
- JR山陰本線 浜田駅から徒歩約15分
- 石見交通バス 殿町停留所下車
- 山陰自動車道（浜田道路） 竹迫ICから北へ約2km
- 国道9号沿い
- 駐車場あり：16台